# 무장군
무장군(茂長郡)은 지금의 전북특별자치도 고창군 남부 지역에 있었던 행정 구역이다.

## 개요
무장은 본래 무송과 장사 두 고을이 병합된 고을이다. 무송은 백제 시절의 송미지현인데 신라 경덕왕 16년 무송현으로 고쳐 이웃 무령군의 영현이 되었고, 고려에 들어서도 그대로 내려왔으며, 장사는 백제 시절 상로현인데 신라 경덕왕 16년 장사현이라 고쳐 이웃 무령군의 영현이 되었고, 고려에 들어서도 그대로 내려왔으며, 뒤에 감무를 두어 무송을 겸임시켰고 조선 시대에 들어와 태종 17년 때 이 두 고을을 병합하여 무장이라고 하고 진을 설치하여 병마사를 두어 현 행정까지 겸임시켰다.(나주진관) 세종 5년 병마사를 첨절제사로 고치고, 그 뒤 현감을 두었다. 고종 32년 군으로 되어 전주부에 속했다가 건양 원년 전라남도에 소속시켰고 융희 원년 전라북도로 소속시켰으며, 1914년 고창군에 병합되었다.

## 1914년 이후
1914년의 행정구역과 현재의 행정구역 비교
| 조선총독부령 제111호 |                      |                                                                                |
| 구 행정구역 | 신 행정구역 (고창군) | 신 행정구역 (고창군)                                                           |
| 무장군 일동면(一東面) 교촌리/궁동리 일부/덕흥리 일부/월구리 일부/내동리 일부/금곡리 일부, 도산리/양곡리 일부/덕흥리 일부/월구리 일부, 신촌리/송현리 일부/궁동리 일부, 송산리/금곡리 일부/송현리 일부/원촌리 일부/덕흥리 일부/통정리 일부/궁동리 일부/(이동면)하거리 일부/온금리 일부/(탁곡면)안동리 일부, 죽림리/정동리/양곡리 일부/월구리 일부 | 무장면               | 교흥리, 도곡리, 송현리, 원촌리, 월림리                                         |
| 무장군 이동면(二東面) 안정리/백양리 일부/고라리 일부/온금리 일부/하거리 일부/(일동면)원촌리 일부/(청해면)송암리, 만화리/매산리/사미리/연방리 일부/복흥리 일부, 중거리/정거리/하거리 일부/사죽리 일부/덕림리 일부/고라리 일부/이동리 일부/상성리 일부, 덕림리 일부/사죽리 일부/고라리 일부/백양리 일부/하거리 일부, 성내리/내동리 일부/상성리 일부/이동리 일부/(일동면)통정리 일부, 송암리/(청해면)용계리 일부, 신촌리/석동리/평장리/연방리 일부/덕림리 일부 | 무장면               | 고라리, 만화리, 무장리, 백양리, 성내리, 송계리, 신촌리                         |
| 무장군 탁곡면(托谷面) 장두리/강남리/낙양리/덕산리/흥용리 일부/안동리 일부/(백석면)송정리 일부, 남산리/용장리/흥용리 일부/도봉리 일부/(고창군 대아면)주진리 일부, 삼인리/중촌리/강정리 일부, 계용리/성기리/봉산리/죽산리/월성리 일부/궁월리 일부, 매사리/학전리/두월리/장화리/제내리/월성리 일부/궁월리 일부/(백석면)방축리 일부 | 석곡면               | 강남리, 남산리, 삼인리, 성산리, 학전리                                         |
| 무장군 백석면(白石面) 정동리/덕림리 일부/방축리 일부/(성동면)덕흥리 일부, 월평리/목우리/송정리 일부/(탁곡면)강정리 일부, 가라리/대산리/죽림리/신월리/송정리 일부/덕림리 일부/(대제면)성동리 일부 | 석곡면               | 덕림리, 목우리, 옥산리                                                         |
| 무장군 동음치면(冬音峙面) 덕음리/구수리/구암리/장동리/성재리 일부/다옥리 일부/(하리면)택동리 일부/(전라남도 영광군 홍농면)덕림리 일부, 송운리/신흥리/두암리, 석교리/동촌리/남동리/다옥리 일부, 축동리/구정리/(이동면)복흥리 일부/(와공면)신대리 일부, 회룡리/내대리/양동리/장곡리 일부/(전라남도 영광군 진량면)신계동 일부, 용산리/연동리/칠암리/갑촌리/원동리/장곡리 일부                                                                                  | 공음면               | 구암리, 두암리, 석교리, 신대리, 장곡리, 칠암리                                 |
| 무장군 와공면(瓦孔面) 하건리/상건리/송산리/(대제면)용강리 일부, 용산리/군유리/응암리 일부, 평촌리/복흥리/창평리/덕암리/지음리 일부/응암리 일부/(전라남도 영광군 도내면)주록동 일부, 시막리/예전리/응암리 일부, 보천리/석정리/청천리/신대리 일부, 선산리/거성리/대정리/(대제면)광대리 일부 | 공음면               | 건동리, 군유리, 덕암리, 예전리, 용수리, 선동리                                 |
| 무장군 상리면(上里面) 상라리/검산리/상수리 일부/(하리면)하장리 일부/원두리 일부, 기산리 일부/궁월리 일부/(하리면)석남리 일부/갈오리 일부, 장기리/송정리/송림리/월곡리 일부/(하리면)원두리 일부, 용산리/섬포리/판정리/궁월리 일부/광촌리 일부/장룡리 일부, 구시포/(하리면)고이포 일부/석남리 일부, 장암리/기산리 일부/(하리면)오룡리 일부, 평곡리/장호리/장룡리 일부/광촌리 일부/복구리 일부/(오리동면)중구리 일부                                           | 상하면               | 검산리, 석남리, 송곡리, 용정리, 자룡리, 장산리, 장호리                         |
| 무장군 하리면(下里面) 장대리/회음리 일부/택동리 일부/용대리 일부/(전라남도 영광군 홍농면)가장리 일부/영중리 일부/반룡리 일부/풍암리 일부, 평정리/원두리 일부/하장리 일부/오룡리 일부/갈오리 일부/회정리 일부/용대리 일부 | 상하면               | 용대리, 하장리                                                                 |
| 무장군 오리동면(五里洞面) 상부리/외경리 일부/광승리 일부, 명고리/금평리/외경리 일부/대흥리 일부, 동호리/외경리 일부, 나산리/월봉리/성산리/매남리/중구리 일부/(상리면)복구리 일부, 방축리/만화리, 양곡리/신흥리/지로리/왕촌리/대흥리 일부/(상리면)상수리 일부, 미동리/사반리/어룡리/광승리 일부 | 해리면               | 광승리, 금평리, 동호리, 나성리, 방축리, 왕촌리, 사반리                         |
| 무장군 청해면(靑海面) 고성리/칠성리 일부, 행산리/송산리/임해리/우산리 일부/용계리 일부, 안자리/이상리/우산리 일부/하련리 일부/(상리면)월곡리 일부, 수락리/평지리/신흥리/칠성리 일부/하련리 일부, 평장리/하련리 일부 | 해리면               | 고성리, 송산리, 안산리, 평지리, 하련리                                         |
| 무장군 성동면(星洞面) 용암리/계당리/선동리/향산리 일부, 복룡리/괴치리/덕전리 일부/청송리 일부, 관동리/호동리/낙양리/덕전리 일부/복동리 일부, 포동리/복동리 일부/사내리 일부/향산리 일부/계양리 일부, 대흥리/덕암리/(원송면)무송리 일부/금사리 일부, 축동리/판정리, 학천리/조동리/어림리/향산리 일부/계양리 일부, 월평리/복동리 일부/청송리 일부/향산리 일부                                                                                                 | 성송면               | 계당리, 괴치리, 낙양리, 사내리, 암치리, 판정리, 학천리, 향산리                 |
| 무장군 원송면(元松面) 용두리/금사리 일부/무송리 일부/(성동면)내원리 일부, 산수리/외원리 일부/삼태리 일부/방축리 일부/(대사면)세장리 일부, 석현리/중금리/상금리/(전라남도 영광군 대안면)금동 일부, 상고리/양사리/하고리/삼태리 일부/(성동면)외원리 일부/내원리 일부 | 성송면               | 무송리, 산수리, 상금리, 하고리                                                 |
| 무장군 대제면(大梯面) 용강리 일부/광대리 일부/성남리 일부, 백운리/광대리 일부/덕천리 일부/(대사면)신기리 일부, 성동리 일부/성남리 일부, 목교리/곡촌리/덕천리 일부/중산리 일부/(대사면)세장리 일부 | 대산면               | 광대리, 덕천리, 성남리, 중산리                                                 |
| 무장군 대사면(大寺面) 신장리/지정리/매산리/세장리 일부/교동리 일부/산정리 일부/(대제면)중산리 일부/(원송면)방축리 일부, 율촌리/신기리 일부/발산리 일부/(장자산면)장동리 일부 | 대산면               | 매산리, 산정리, 율촌리                                                         |
| 무장군 장자산면(莊子山面) 갈마리 일부, 대장리/장동리 일부/용해리 일부/연화리 일부, 용해리 일부/장동리 일부/연화리 일부/(대사면)신기리 일부, 남당리/월성리/지석리 일부/(전라남도 영광군 대안면)복동 일부, 입암리/춘산리 일부/갈마리 일부/소성리 일부/(전라남도 영광군 진량면)지장리 일부, 반월리/해룡리, 회룡리/구동리/(전라남도 영광군 도내면)용계리 일부                                                                                                   | 대산면               | 갈마리, 대장리, 연동리, 지석리, 춘산리, 해룡리, 회룡리                         |
| 무장군 심원면(心元面) 예동리/만돌리 일부/고전리 일부/주산리 일부/두어리 일부, 내궁리/두마리 일부, 도산리/월산리 일부/도천리 일부/두마리 일부, 두어리 일부/고전리 일부, 난호리/만돌리 일부/두어리 일부, 연화리/월산리 일부/화산리 일부, 용기리 일부, 사등리/월산리 일부/화산리 일부/도천리 일부, 죽곡리/도천리 일부/주산리 일부, 하전리/상전리/월산리 일부/용기리 일부                                                                                       | 심원면               | 고전리, 궁산리, 도천리, 두어리, 만돌리, 연화리, 용기리, 월산리, 주산리, 하전리 |